# Aphanistes villosus
Aphanistes villosus là một loài tò vò trong họ Ichneumonidae.